# Mamadou Sakho
Mamadou Sakho (sinh ngày 13 tháng 2 năm 1990) là một cầu thủ bóng đá chuyên nghiệp người Pháp gốc Senegal hiện đang thi đấu ở vị trí trung vệ cho câu lạc bộ Erovnuli Liga Torpedo Kutaisi. Với tài lãnh đạo cùng với khả năng tắc bóng và thể lực tốt, anh còn được biết tới với biệt danh "Quái vật". Sakho cũng được biết tới với kiểu tóc kì lạ thường được thấy khi thi đấu.

## Thống kê sự nghiệp

### Câu lạc bộ
Tính đến 10 tháng 11 năm 2018
| Câu lạc bộ            | Giải đấu            | Mùa giải            | Giải đấu      | Giải đấu     | Cúp quốc gia  | Cúp quốc gia | Cúp liên đoàn | Cúp liên đoàn | Châu Âu       | Châu Âu      | Khác          | Khác         | Tổng cộng     | Tổng cộng    |
| Câu lạc bộ            | Giải đấu            | Mùa giải            | Số lần ra sân | Số bàn thắng | Số lần ra sân | Số bàn thắng | Số lần ra sân | Số bàn thắng  | Số lần ra sân | Số bàn thắng | Số lần ra sân | Số bàn thắng | Số lần ra sân | Số bàn thắng |
| --------------------- | ------------------- | ------------------- | ------------- | ------------ | ------------- | ------------ | ------------- | ------------- | ------------- | ------------ | ------------- | ------------ | ------------- | ------------ |
| Paris Saint-Germain   | Ligue 1             | 2006–07             | 0             | 0            | 0             | 0            | 0             | 0             | 2             | 0            | 0             | 0            | 2             | 0            |
| Paris Saint-Germain   | Ligue 1             | 2007–08             | 12            | 0            | 2             | 0            | 2             | 0             | 0             | 0            | 0             | 0            | 16            | 0            |
| Paris Saint-Germain   | Ligue 1             | 2008–09             | 23            | 1            | 1             | 0            | 3             | 0             | 7             | 0            | 0             | 0            | 34            | 1            |
| Paris Saint-Germain   | Ligue 1             | 2009–10             | 32            | 0            | 5             | 0            | 2             | 0             | 0             | 0            | 0             | 0            | 39            | 0            |
| Paris Saint-Germain   | Ligue 1             | 2010–11             | 35            | 4            | 4             | 0            | 1             | 0             | 9             | 0            | 1             | 0            | 46            | 4            |
| Paris Saint-Germain   | Ligue 1             | 2011–12             | 22            | 0            | 2             | 0            | 1             | 0             | 1             | 0            | 0             | 0            | 26            | 0            |
| Paris Saint-Germain   | Ligue 1             | 2012–13             | 27            | 2            | 3             | 0            | 1             | 0             | 3             | 0            | 0             | 0            | 34            | 2            |
| Tổng cộng             | Tổng cộng           | Tổng cộng           | 151           | 7            | 17            | 0            | 10            | 0             | 22            | 0            | 1             | 0            | 201           | 7            |
| Liverpool             | Premier League      | 2013–14             | 18            | 1            | 0             | 0            | 1             | 0             | 0             | 0            | 0             | 0            | 19            | 1            |
| Liverpool             | Premier League      | 2014–15             | 16            | 0            | 5             | 0            | 4             | 0             | 2             | 0            | 0             | 0            | 27            | 0            |
| Liverpool             | Premier League      | 2015–16             | 22            | 1            | 0             | 0            | 2             | 0             | 10            | 1            | —             | —            | 34            | 2            |
| Liverpool             | Premier League      | Tổng cộng           | 56            | 2            | 5             | 0            | 7             | 0             | 12            | 1            | 0             | 0            | 80            | 3            |
| Crystal Palace (mượn) | Premier League      | 2016–17             | 8             | 0            | 0             | 0            | 0             | 0             | —             | —            | —             | —            | 8             | 0            |
| Crystal Palace        | Premier League      | 2017–18             | 19            | 1            | 0             | 0            | 1             | 0             | —             | —            | —             | —            | 20            | 1            |
| Crystal Palace        | Premier League      | 2018–19             | 12            | 0            | 0             | 0            | 0             | 0             | —             | —            | —             | —            | 12            | 0            |
| Crystal Palace        | Premier League      | Tổng cộng           | 39            | 1            | 0             | 0            | 1             | 0             | —             | —            | —             | —            | 40            | 1            |
| Tổng cộng sự nghiệp   | Tổng cộng sự nghiệp | Tổng cộng sự nghiệp | 245           | 10           | 22            | 0            | 18            | 0             | 34            | 1            | 1             | 0            | 320           | 11           |

### Đội tuyển quốc gia
Tính đến 20 tháng 11 năm 2018
| Đội tuyển quốc gia Pháp | Đội tuyển quốc gia Pháp | Đội tuyển quốc gia Pháp |
| Năm                     | Số lần ra sân           | Số bàn thắng            |
| ----------------------- | ----------------------- | ----------------------- |
| 2011                    | 4                       | 0                       |
| 2012                    | 4                       | 0                       |
| 2013                    | 8                       | 2                       |
| 2014                    | 8                       | 0                       |
| 2015                    | 3                       | 0                       |
| 2016                    | 1                       | 0                       |
| 2018                    | 1                       | 0                       |
| Tổng cộng               | 29                      | 2                       |

### Bàn thắng quốc tế
| #  | Ngày                 | Địa điểm                           | Đối thủ | Bàn thắng | Kết quả | Giải đấu                 |
| -- | -------------------- | ---------------------------------- | ------- | --------- | ------- | ------------------------ |
| 1. | 19 tháng 11 năm 2013 | Stade de France, Saint-Denis, Pháp | Ukraina | 1–0       | 3–0     | Vòng loại World Cup 2014 |
| 2. | 19 tháng 11 năm 2013 | Stade de France, Saint-Denis, Pháp | Ukraina | 3–0       | 3–0     | Vòng loại World Cup 2014 |